# 26e division d'infanterie (Inde)
Pour les articles homonymes, voir 26e division.
La 26e division d'infanterie indienne est une division d'infanterie indienne de l'armée britannique qui a combattu pendant la campagne de Birmanie pendant la Seconde Guerre mondiale.

## Histoire
Lorsque les Japonais envahirent la Birmanie en 1942, les différentes unités en formation ou stationnées autour de Barrackpur, près de Calcutta en Inde, furent à la hâte formées en division « Calcutta » le 20 mars 1942. Le 15 mai, la division a été rebaptisée 26e division indienne. L'insigne de la division était un tigre du Bengale traversant un triangle bleu, représentant le « delta » du Gange, sur fond noir.
Pendant une grande partie de 1942, la division était fortement engagée dans la sécurité intérieure et n'était pas considérée comme apte au combat en raison du manque d'entraînement et de transport. Il faisait partie du XVe Corps indien, mais à la fin de 1942, elle fut directement repris par l'Eastern Army.
Lors de la première offensive d'Arakan, toutes les brigades de la division ont été détachées une à une et engagées dans l'offensive sous la 14e division d'infanterie indienne. En mars, l'offensive échoua et le QG de la 26e division releva celui de la 14e, prenant le contrôle du front d'Arakan trop tard pour éviter un désastre mineur. Après ce revers, les Britanniques revinrent presque à leur point de départ sur la frontière indienne.
Une fois réorganisée, la division était en réserve lors de la première partie de la seconde offensive d'Arakan, à nouveau sous le XVe corps. Lorsqu'une contre-attaque japonaise à Ngakyedauk coupa les troupes avancées, la 26e division fut déployée pour les soulager. Elle combattit dans la plaine côtière pour rouvrir les routes par lesquelles la 5e division indienne était approvisionnée.
Après la fin de la bataille avec la répulsion des assaillants japonais, la division reprit le front de la 5e division et prit part à la capture de deux tunnels ferroviaires vitaux. Après cela, l'offensive d'Arakan s'acheva pour épargner des troupes et des ressources pour les batailles de Manipur. La division fut retirée pendant les pluies de mousson afin de récupérer.

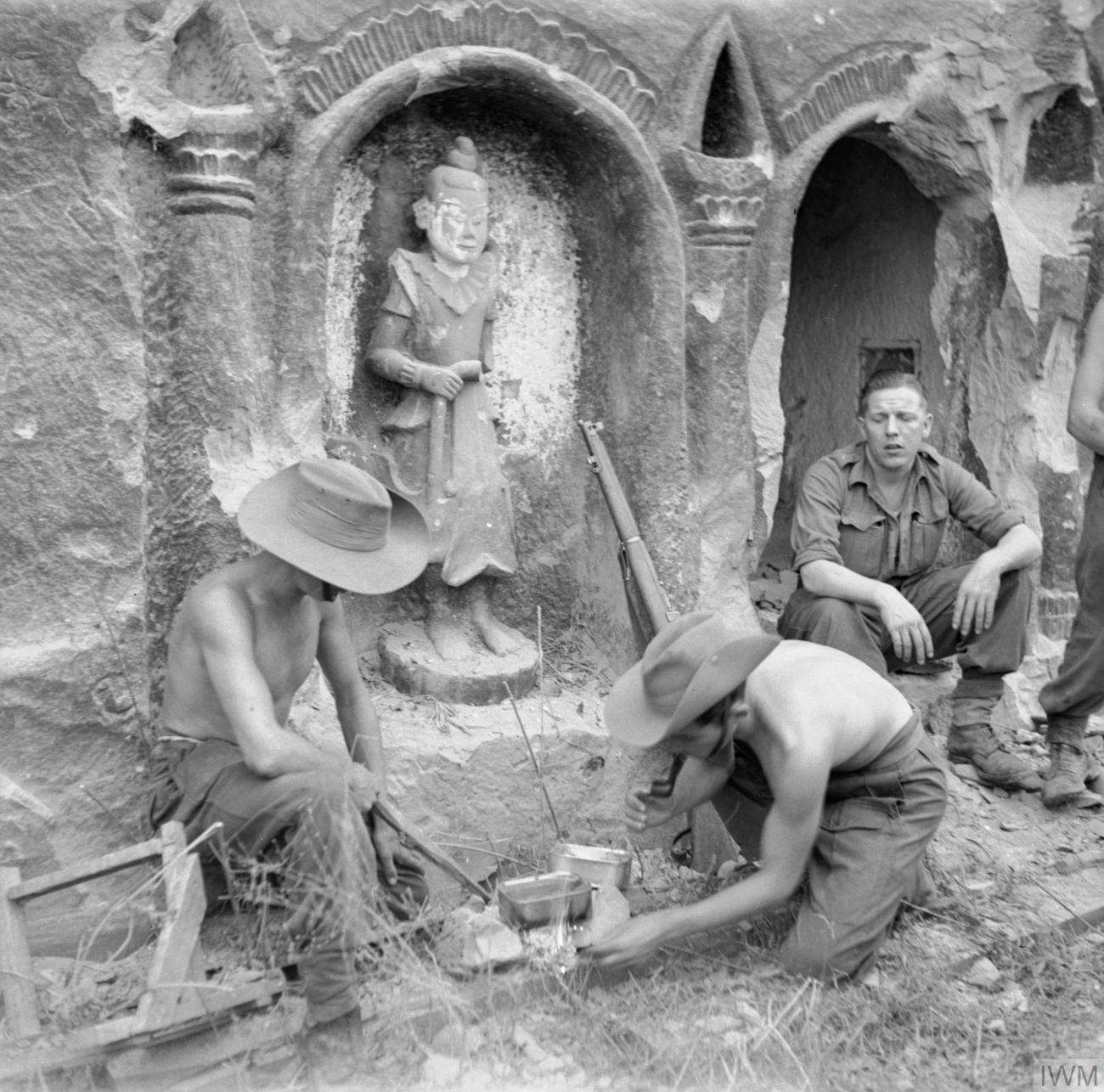
Des hommes de la 26e division d'infanterie indienne préparant un repas à côté d'un temple sur Ramree, en janvier 1945.

À partir de la fin de 1944, la division est de nouveau engagée auprès d'Arakan. Au cours de la troisième offensive d'Arakan et des opérations ultérieures, la 26e division participa principalement à des opérations amphibies, y compris la capture sans opposition de l'île d'Akyab et la bataille de Ramree. Enfin, en avril et mai 1945, la division participa à l'opération Dracula, la prise de Rangoun.

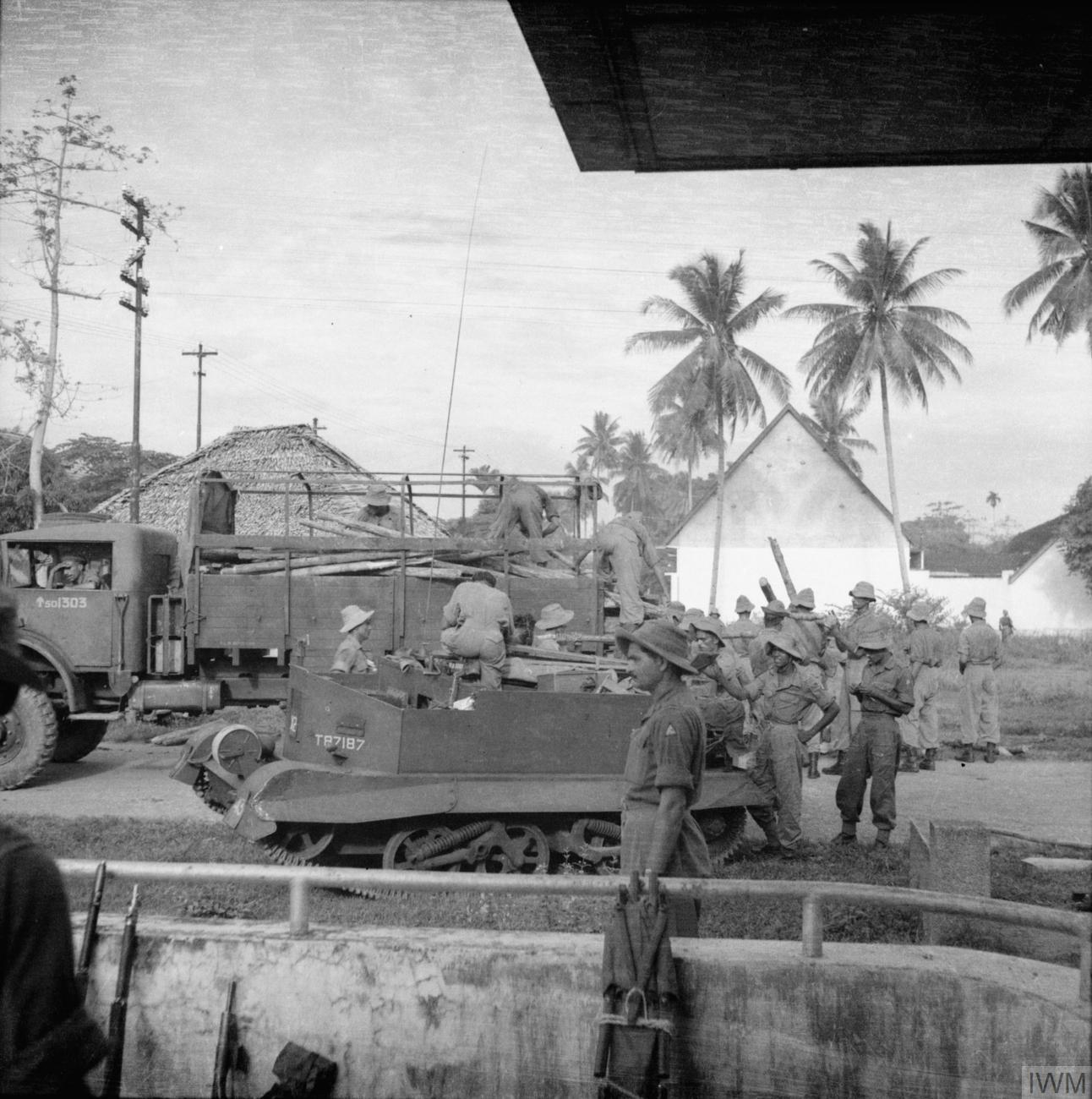
Les troupes de la 26e division indienne déchargent du matériel de leurs véhicules à proximité de Medan, à Sumatra.

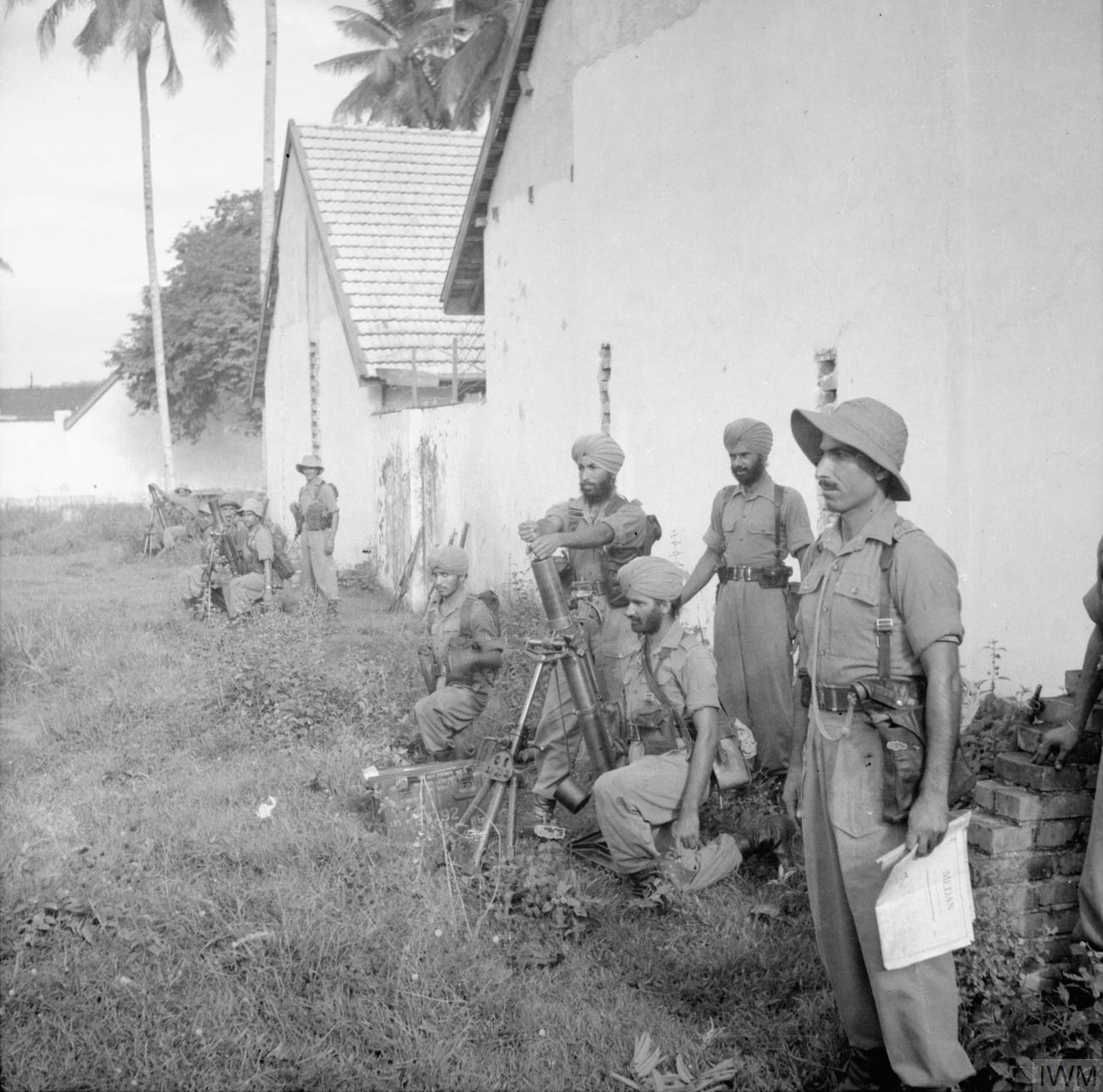
Les troupes de la 26e division indienne installant des mortiers à proximité de Medan, à Sumatra.

Après la capitulation japonaise, la division, sous le commandement de Henry Chambers, renforça d'autres troupes à Java et à Sumatra, où la fin de la guerre provoqua un désordre généralisé. La division fut officiellement dissoute en Inde le 31 août 1945, mais la plupart de ses unités restèrent stationnées à Padang et Medan jusqu'en novembre 1946, date à laquelle elles s'embarquèrent au port de Belawan afin d'être dissoutes définitivement en Inde.

## Ordre de bataille le1eravril 1944
4e brigade d'infanterie indienne
1er bataillon, régiment Wiltshire
2e Bataillon, 7e régiment Rajput
2e Bataillon, 13e Frontier Force Rifles
36e brigade d'infanterie indienne
5e bataillon, 16e régiment Pendjab
8e bataillon, 13e Frontier Force Rifles
1er bataillon, 8e régiment de fusiliers gorkhas
71e brigade d'infanterie indienne
1er bataillon, Lincolnshire Regiment
5e bataillon, 1er régiment Pendjab
1er bataillon, 18e Royal Garhwal Rifles
Troupes divisionnaires
12e bataillon, 12e Frontier Force Regiment (bataillon divisionnaire de mitrailleuses)
160e (Jungle) Field Regiment Royal Artillery
Artillerie royale indienne du 20e régiment de montagne
72e, 28e, 98e compagnies de terrain, Royal Indian Engineers
128e Field Park Company Indian Engineers
44e, 48e, 51e, 58e, Compagnies de transport d'animaux, Indian Army Service Corps
44e, 75e, 166e, Compagnies de transport à usage général, Indian Army Service Corps
1er, 46e, 48e, ambulances de campagne indiennes, Indian Army Medical Corps
26e Indian Division Provost Unit
26e Indian Division Signals Unit
54e, 55e Indian Workshop Companies, Indian Electrical and Mechanical Engineers
26e Indian Division Recovery Unit, Indian Electrical and Mechanical Engineers

## Brigades affectées
Toutes ces brigades ont été affectées ou attachées à la division à un moment donné pendant la Seconde Guerre mondiale
- 71e brigade d'infanterie indienne
- 109e brigade d'infanterie indienne
- 4e brigade d'infanterie indienne
- 36e brigade d'infanterie indienne
- 6e brigade d'infanterie britannique
- 23e brigade d'infanterie britannique
- 55e brigade d'infanterie indienne
- 14e brigade d'infanterie britannique
- 114e brigade d'infanterie indienne
- 29e brigade d'infanterie britannique
- 2e brigade d'infanterie (Afrique de l'Ouest)
- 22e brigade d'infanterie (Afrique de l'Est)[1]